# Андрія Живкович
Андрія Живкович (серб. Andrija Živković / Андрија Живковић, нар. 11 липня 1996, Ниш) — сербський футболіст, фланговий півзахисник клубу ПАОК і національної збірної Сербії.

## Клубна кар'єра
Народився 11 липня 1996 року в місті Ниш. Андрія починав свою кар'єру в клубі «Націонал» зі свого рідного міста, а у 2009 році приєднався до столичного «Партизана». Його дебют за першу команду «Партизана» відбувся 28 квітня 2013 року в матчі чемпіонату країни проти клубу «Нові Пазара». Свій перший гол він забив 25 серпня 2013 року в грі з командою «Раднички». Всього в команді провів три сезони, взявши участь у 63 матчах чемпіонату. Більшість часу, проведеного у складі «Партизана», був основним гравцем команди, проте 4 лютого 2016 року був відсторонений від першої команди за відмову продовжити свій контракт з клубом.
5 липня 2016 року підписав п'ятирічний контракт з португальською «Бенфікою».
У своєму дебютному сезоні не став гравцем основного складу, проте все ж допоміг «Бенфіці» зробити «золотий дубль», перемігши у Прімейрі та національному Кубку. Провів у цих змаганнях за сезон відповідно 15 і 4 матчі.
З наступного сезону почав отримувати дещо більше ігрового часу і виходив на поле у 30 матчах португальського гранда в усіх турнірах.
8 вересня 2020, було підтверджено про перехід гравця до складу грецького ПАОКа.

## Виступи за збірні
2010 року дебютував у складі юнацької збірної Сербії, разом з якою став півфіналістом  Євро-2014 (U-19). Всього взяв участь у 29 іграх на юнацькому рівні, відзначившись 13 забитими голами.
З 2014 року залучався до складу молодіжної збірної Сербії, разом з якою став переможцем молодіжного чемпіонату світу 2015 року. Живкович грав у всіх семи матчах і забив два голи, в тому числі прямим ударом зі штрафного у ворота збірної Мексики, який в результаті був визнаний як найкращий гол турніру. Всього на молодіжному рівні зіграв у 22 офіційних матчах, забив 3 голи.
Ще до того, 11 жовтня 2013 року Андрія дебютував в офіційних матчах у складі національної збірної Сербії в товариській грі проти збірної Японії (2:0). Вийшовши на заміну замість Зорана Тошича, Живкович став наймолодшим гравцем в історії збірної (17 років і 93 днів). Попередній рекорд тримався ще з 17 листопада 1982 року і належав Митару Мркелі, який дебютував у збірній на той час ще Югославії у віці 17 років і 130 днів.
2018 року поїхав на свій перший великий турнір у складі збірної — тогорічний чемпіонат світу в Росії.
| Дата       | Місто         | Господарі      | Результат | Гості    | Турнір            | Голи | Примітки |
| ---------- | ------------- | -------------- | --------- | -------- | ----------------- | ---- | -------- |
| 11-10-2013 | Белград       | Сербія         | 2 – 0     | Японія   | товариський матч  | -    | 60'      |
| 15-11-2013 | Дубай (місто) | Росія          | 1 – 1     | Сербія   | товариський матч  | -    | 82'      |
| 4-9-2015   | Новий Сад     | Сербія         | 2 – 0     | Вірменія | Відбір до ЧЄ 2016 | -    | 59'      |
| 25-5-2016  | Ужице         | Сербія         | 2 – 1     | Кіпр     | товариський матч  | -    | 46'      |
| 5-6-2016   | Монако        | Сербія         | 1 – 1     | Росія    | товариський матч  | -    | 79'      |
| 10-11-2017 | Гуанчжоу      | КНР            | 0 – 2     | Сербія   | товариський матч  | -    | 60'      |
| 14-11-2017 | Ульсан        | Південна Корея | 1 – 1     | Сербія   | товариський матч  | -    | 81'      |
| 23-3-2018  | Турин         | Сербія         | 1 – 2     | Марокко  | товариський матч  | -    | 46'      |
| 27-3-2018  | Лондон        | Нігерія        | 0 – 2     | Сербія   | товариський матч  | -    | 80'      |
| 4-6-2018   | Грац          | Сербія         | 0 – 1     | Чилі     | товариський матч  | -    | 64'      |
| Усього     |               | Матчів         | 10        |          | Голів             | 0    |          |

## Досягнення
- Чемпіон Сербії (2): 2012/13, 2014/15
- Кубок Сербії (1): 2015/16
- Чемпіон Португалії (2): 2016/17, 2018/19
- Володар Кубка Португалії: 2016/17
- Володар Суперкубка Португалії: 2016, 2017, 2019
- Володар Кубка Греції: 2020/21
- Чемпіон світу (U-20): 2015